# Pimp
Pimp és una pel·lícula dramàtica estatunidenca del 2018 escrita i dirigida per Christine Crokos i protagonitzada per Keke Palmer. Lee Daniels va exercir de productor executiu. S'ha doblat i subtitulat al català.

## Sinopsi
La història és un drama urbà ambientat als carrers del Bronx. La Wednesday, una proxeneta, creix aprenent del seu pare. Un cop ell es mor, es queda cuidant de la seva mare prostituta i de la seva xicota, Nikki. Amb la necessitat de guanyar més diners per sobreviure, la Nikki intenta canviar el seu camí mentre que la Wednesday continua lluitant amb força per una vida millor per a les seves noies fora del gueto. Però quan Wednesday atrau una stripper anomenada Destiny, es troba cara a cara amb un proxeneta més perillós. En una batalla ferotge per la supervivència del més apte, la Wednesday lluita per l'amor i ho arrisca tot per protegir la Nikki.

## Repartiment
- Keke Palmer com a Wednesday
- Vanessa Morgan com a Destiny
- Edi Gathegi com a Kenny Wayne
- Haley Ramm com a Nikki
- Aunjanue Ellis com a Gloria May
- Lyrica Okano com a Kim
- DMX com a Midnight John
- Paola Lázaro com a Louisa
- Mike E. Winfield com a Science